# Liste von Persönlichkeiten der Stadt Malchow
Diese Liste enthält in Malchow geborene oder mit der Stadt in enger Beziehung stehende Persönlichkeiten.

## In Malchow geboren
- Mauritius Rachel (1594–1637), Pastor und Dichter
- Joachim Rachel (um 1600–1664), Pastor und Schriftsteller
- Joachim Trumpf (1687–1769), Orgelbauer und Astronom

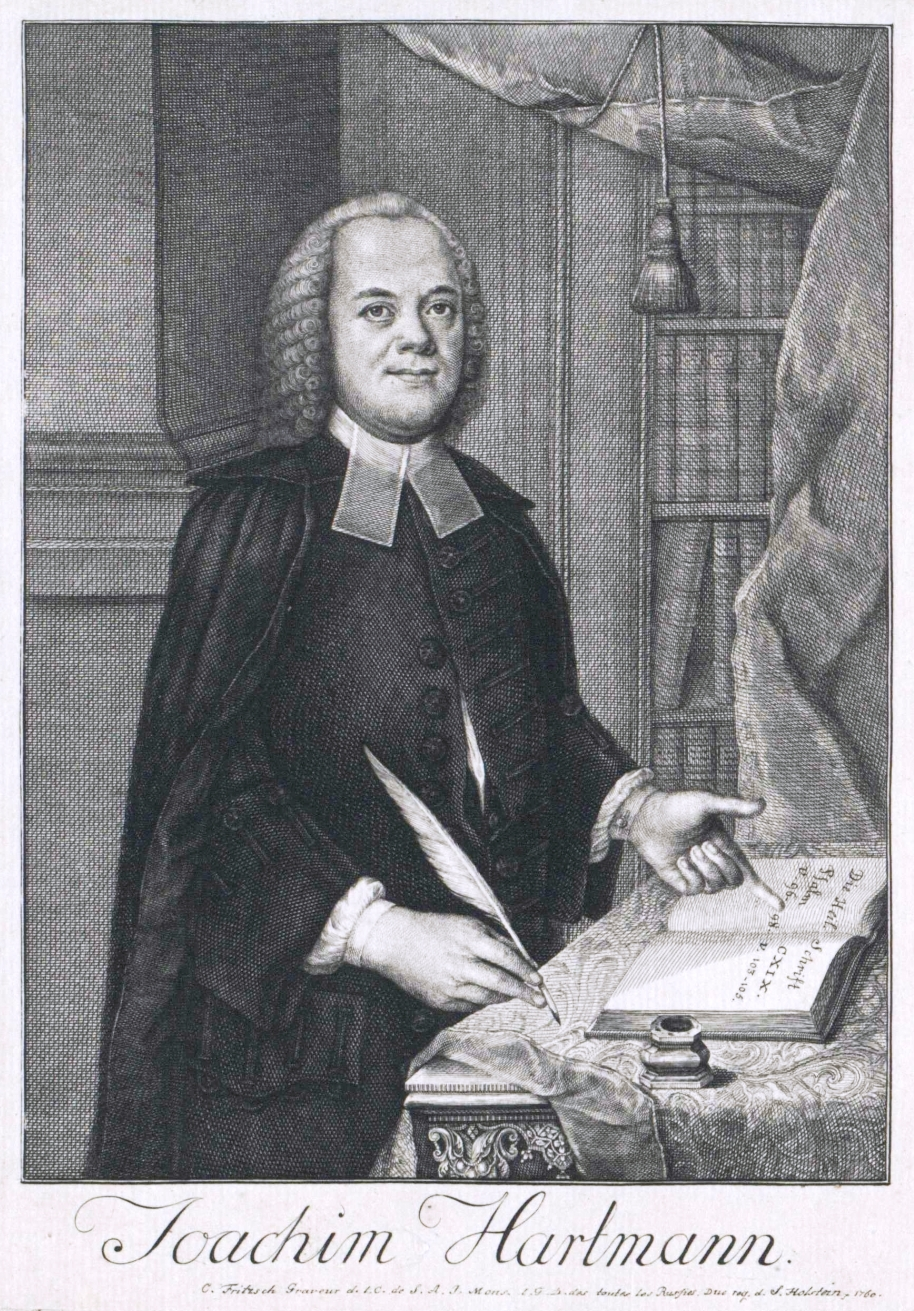
Joachim Hartmann, Stich von Christian Fritzsch (1760)

- Joachim Hartmann (1715–1795), Theologe
- Christian Engel (1788–1871), Bürgermeister von Röbel
- Bernhard Friedrich Kühl (1808–1882), Ratsapotheker in Rostock
- August Podesta (1813–1858), Maler und Grafiker
- Adolf Prahst (1829–1919), Architekt
- Alfred Schlomann (1878–1952), Terminologe
- Friedrich Wilhelm Virck (1882–1926), Architekt
- Otto Becker (1885–1955), Historiker
- Wilhelm Müller (1886–1969), Lehrer und langjähriger Briefpartner von Uwe Johnson
- Hermann Wolfradt (1887–1951), Sozialpolitiker und Sozialfunktionär
- Dietrich von Müller (1891–1961), Generalleutnant der Wehrmacht
- Rudolf Gahlbeck (1895–1972), Maler und Grafiker
- Otto Rasenack (1899–1976), Tierarzt und Schlachthofexperte
- Friedrich-Franz Pingel (1904–1994), Maler
- Willy Pingel (1907–1994), Kunstbuchbinder
- Erika Glassen (* 1934), Orientalistin
- Henning Schleiff (* 1937), 1975 bis 1990 Oberbürgermeister von Rostock
- Detlef Bremer (1957–1988), Todesopfer an der innerdeutschen Grenze
- Christian Konrad Meurer (* 1958), Journalist

## Personen, die mit der Stadt in Verbindung stehen
- Wertislaw († 1164), in Malchow auf dem Trostberg öffentlich hingerichtet
- Charlotte von Hobe (1792–1852), Schriftstellerin, Stiftsdame im Kloster Malchow
- Friedrich Johann Meyer (1814–1882), Bürgermeister in Malchow 1841–1849
- Friedrich Friese (1827–1896), Orgelbauer, baute 1873 die Orgel der Stadtkirche und 1890 der Klosterkirche Malchow.
- Georg Daniel (1829–1913), Baumeister, schuf 1870–1873 den Neubau der Stadtkirche.
- Friedrich Zelck (1860–1945), 1895 bis 1927 Bürgermeister in Malchow, Ehrenbürger der Stadt
- Gertrud von Lücken (1877–1972), letzte Domina des Klosters Malchow
- Sieghard Dittner (1924–2002), Maler und Grafiker, lebte in Malchow.
- Elke-Annette Schmidt (* 1957), Politikerin (Die Linke), lebt in Malchow.
- Friedrich Drese (* 1960), Leiter des Orgelmuseums Malchow
- Katrin Rutschow-Stomporowski (* 1975), Olympiasiegerin im Rudern, wuchs in Malchow auf